# Калинин, Николай Иванович (государственный деятель)
Никола́й Ива́нович Кали́нин (1922 — 15 мая 2008 года, Петрозаводск) — советский партийный и государственный деятель.

## Биография
Участник Великой Отечественной войны. С августа 1941 года воевал в артиллерийских частях ВМФ на Ленинградском и Прибалтийском фронтах, старшина.
С 1946 года воспитатель в ремесленном училище № 3 города Петрозаводска.
Окончил двухгодичную партийную школу при Центральном комитете Компартии Карело-Финской ССР, Карельский государственный педагогический институт, Высшую партийную школу при ЦК КПСС в Москве.
С сентября 1949 года — заведующий парткабинетом, заведующий отделом пропаганды и агитации райкома КПСС, секретарь партбюро парторганизации совхоза «Салми», второй секретарь Олонецкого райкома КПСС, инструктор отдела организационно-партийной работы Карельского обкома КПСС, первый секретарь Пряжинского райкома КПСС, заведующий отделом по работе постоянных комиссий и наград Президиума Верховного Совета Карельской Автономной ССР.
В 1984 году Николай Иванович был избран секретарём первичной партийной организации Аппарата Президиума Верховного Совета Карельской Автономной ССР.
Все созывы с 1967 года Н. И. Калинин избирался депутатом Верховного Совета КАССР.
В течение IIX[уточнить] созыва ВС КАССР был избран Председателем Верховного Совета Карельской Автономной АССР, в течение IX и X созывов — заместителем Председателя Президиума Верховного Совета КАССР.
В марте 1984 года исполнял обязанности Председателя Президиума Верховного Совета Карельской АССР.

## Награды
- Орден Октябрьской Революции
- Орден Трудового Красного Знамени
- Орден Красной Звезды
- Почетная грамота Президиума Верховного Совета КАССР.
- Заслуженный работник народного хозяйства Карельской АССР.
- Портрет помещен в галерее руководителей района в актовом зале администрации Пряжинского района[2]